# 16602 Anabuki
16602 Anabuki è un asteroide della fascia principale. Scoperto nel 1993, presenta un'orbita caratterizzata da un semiasse maggiore pari a 2,2759310 UA e da un'eccentricità di 0,1226421, inclinata di 3,45021° rispetto all'eclittica.